# Жилое (озеро, Архангельская область)
Жило́е — проточное озеро в Онежском районе Архангельской области России. Относится к Двинско-Печорскому бассейновому округу. Располагается к юго-западу от Кожозера, на высоте 148,4 м над уровнем моря.
Форма озера вытянута с юго-запада на северо-восток, береговая линия умеренно ровная, имеется несколько островов. Длина озера 3 км, максимальная ширина в южной части — 1,65 км. Площадь зеркала — 4,6 км². Площадь водосборного бассейна — 605 км². Река Подломка впадает на юге и вытекает на севере. Берега покрыты преимущественно хвойным лесом, местами заболочены, особенно на юге. Ближайший населённый пункт, деревня Нижнее Устье, находится в 63 км к юг-юго-востоку.
Код водного объекта в государственном водном реестре — 03010000111103000001763.